# Ріплі (Огайо)
Ріплі (англ. Ripley) — селище (англ. village) в США, в окрузі Браун штату Огайо. Населення — 1591 особа (2020).

## Географія
Ріплі розташоване за координатами 38°43′54″ пн. ш. 83°50′4″ зх. д. / 38.73167° пн. ш. 83.83444° зх. д. (38.731796, -83.834504). За даними Бюро перепису населення США в 2010 році селище мало площу 5,94 км², з яких 5,15 км² — суходіл та 0,79 км² — водойми.

## Демографія
Згідно з переписом 2010 року, у селищі мешкало 1750 осіб у 759 домогосподарствах у складі 469 родин. Густота населення становила 295 осіб/км². Було 931 помешкання (157/км²).
Расовий склад населення:
| - 92,6 % — білих - 4,9 % — чорних або афроамериканців - 0,2 % — корінних американців - 0,2 % — азіатів |

До двох чи більше рас належало 2,2 %. Частка іспаномовних становила 0,5 % від усіх жителів.
За віковим діапазоном населення розподілялося таким чином: 24,1 % — особи молодші 18 років, 60,0 % — особи у віці 18—64 років, 15,9 % — особи у віці 65 років та старші. Медіана віку мешканця становила 42,2 року. На 100 осіб жіночої статі у селищі припадало 90,6 чоловіків; на 100 жінок у віці від 18 років та старших — 88,5 чоловіків також старших 18 років.
Середній дохід на одне домашнє господарство становив 42 410 доларів США (медіана — 35 887), а середній дохід на одну сім'ю — 51 013 долари (медіана — 46 477). Медіана доходів становила 40 288 доларів для чоловіків та 25 375 доларів для жінок. За межею бідності перебувало 18,9 % осіб, у тому числі 28,3 % дітей у віці до 18 років та 11,4 % осіб у віці 65 років та старших.
Цивільне працевлаштоване населення становило 763 особи. Основні галузі зайнятості: освіта, охорона здоров'я та соціальна допомога — 30,1 %, виробництво — 10,9 %, роздрібна торгівля — 10,4 %.

## Уродженці
- Стів Стіверс (* 1965) — американський політик-республіканець, член Палати представників США з 2011 р.